# Dinkumware
Dinkumware Limited — американская компания по производству программного обеспечения, специализируется на основных программных библиотеках для C и C++. Компания располагается в городе Конкорд (штат Массачусетс, США).
Dinkumware предлагает реализацию стандартной библиотеки C++, которая поставляется в комплекте с Microsoft Visual C++ с 1996 года и претендует на статус лидирующего поставщика библиотек C++ и Embedded C++ для сообщества разработчиков программного обеспечения для встраиваемых систем.
Компания также предлагает библиотеки для Java и прочие инструменты, включая статические анализаторы для тестирования соответствия библиотек стандарту.
Основателем и владельцем компании является Ф. Д. Плоджер.